# Kukshi
Kukshi è una suddivisione dell'India, classificata come nagar panchayat, di 24.317 abitanti, situata nel distretto di Dhar, nello stato federato del Madhya Pradesh. In base al numero di abitanti la città rientra nella classe III (da 20.000 a 49.999 persone).

## Geografia fisica
La città è situata a 22° 14' 44 N e 74° 43' 58 E.

## Società

### Evoluzione demografica
Al censimento del 2001 la popolazione di Kukshi assommava a 24.317 persone, delle quali 12.424 maschi e 11.893 femmine. I bambini di età inferiore o uguale ai sei anni assommavano a 3.625, dei quali 1.896 maschi e 1.729 femmine. Infine, coloro che erano in grado di saper almeno leggere e scrivere erano 15.509, dei quali 8.848 maschi e 6.661 femmine.